# Łołogonitl
Łołogonitl (ros. Лологонитль) – wieś w Rosji, w Dagestanie, w rejonie achwachskim. W 2010 liczyła 1457 mieszkańców, głównie Awarów.